# Kagamine Rin i Len

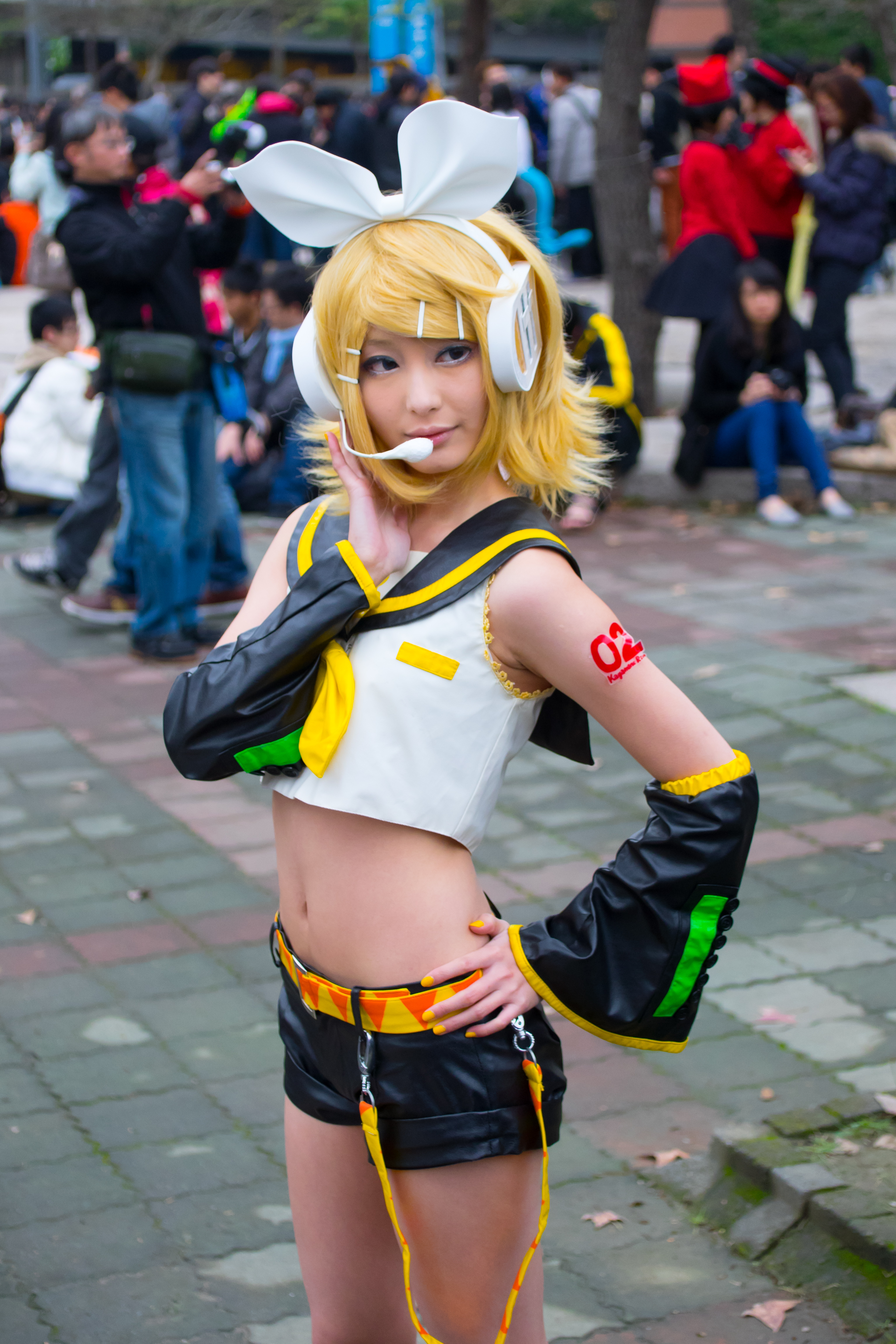
Fanka w stroju Kagamine Rin

Kagamine Rin i Len (jap. 鏡音リン ・レン Kagamine Rin/Ren) – druga wersja programu Vocaloid 2 (syntezatora śpiewu) opracowanego przez Crypton Future Media, wydana 27 grudnia 2007 roku. Używa technologii syntetyzujących śpiew firmy Yamaha Corporation – Vocaloid 2 i Vocaloid 2 Append. Mimo że oba głosy oparte są na głosie Asami Shimody, Rin ma głos dziewczyny, podczas gdy Len chłopaka. Pomysł na ich imiona pochodzi od postaci z anime Hokuto no Ken. Ich nazwiska oznaczają, w wolnym tłumaczeniu „lustrzany dźwięk”, a pierwsze znaki kana ich imion oznaczają kierunki – prawy i lewy, („right”, „left”). Ich pseudonim „CV02” jest skrótem od „Character Voice 02”.

## Głos
Oprogramowanie zawiera głosy dwóch postaci – Rin (dziewczyna) oraz Len (chłopak). Głosy stworzono na bazie głosu Asami Shimody, japońskiej seiyū i piosenkarki. Próbki głosu, zmienione przez silnik programu, pozwalają na zaśpiewanie dowolnej piosenki pod wskazaną melodię.
Crypton wydał drugi program z ich serii „Character Vocal” w dniu 27 grudnia 2007 roku. Jego aktualizacja „Vocaloid 2 Act 2” została wydana 18 lipca 2008 roku. 27 grudnia 2010 roku ukazała się wersja programu pod nazwą Kagamine Rin/Len Append wzbogacona o sześć nowych barw głosu: trzech dla Rin (Power, Warm, Sweet) i trzech dla Lena (Power, Cold, Serious). Wersja oprogramowania na Vocaloid 4, w wersji japońskiej (6 bibliotek) i angielskiej (2 biblioteki), została wydana 24 grudnia 2015 roku. Wraz z czwartą generacją wprowadzono zestaw funkcji „E.V.E.C.” (ang. Enhanced Voice Expression Control, pl. Kontrola Zwiększonej Ekspresji Wokalnej), którego zadaniem jest rozwinięcie ekspresji i emocji głosu. Pozwala użytkownikowi zmienić ekspresję wokalną każdej noty, regulować moc oraz miękkość wymowy, a także rodzaj oddechu (krótki, długi).

### Kagamine Rin
| Pakiet                        | Biblioteka       | Dobre tempo | Dobra skala |
| ----------------------------- | ---------------- | ----------- | ----------- |
| „Kagamine Rin/Len act2”       | Act2             | 85-175BPM   | fis-c²      |
| „Kagamine Rin/Len Append”     | POWER            | 65-170BPM   | f-h¹        |
| „Kagamine Rin/Len Append”     | WARM             | 60-160BPM   | f-h¹        |
| „Kagamine Rin/Len Append”     | SWEET            | 55-155BPM   | g-c²        |
| „Kagamine Rin/Len V4X”        | POWER (E.V.E.C.) | 50-170BPM   | F-e¹        |
| „Kagamine Rin/Len V4X”        | WARM             | 60-160BPM   | f-c¹        |
| „Kagamine Rin/Len V4X”        | SWEET            | 55-155BPM   | g-d²        |
| „Kagamine Rin/Len V4 English” | English          | 55-155BPM   | G-h         |

### Kagamine Len
| Pakiet                        | Biblioteka       | Dobre tempo | Dobra skala |
| ----------------------------- | ---------------- | ----------- | ----------- |
| „Kagamine Rin/Len act2”       | Act2             | 70-160BPM   | d-c²        |
| „Kagamine Rin/Len Append”     | POWER            | 65-170BPM   | A-d¹        |
| „Kagamine Rin/Len Append”     | COLD             | 60-160BPM   | H-c¹        |
| „Kagamine Rin/Len Append”     | SERIOUS          | 55-155BPM   | A-c¹        |
| „Kagamine Rin/Len V4X”        | POWER (E.V.E.C.) | 60-170BPM   | D-d¹        |
| „Kagamine Rin/Len V4X”        | COLD             | 60-160BPM   | E-c¹        |
| „Kagamine Rin/Len V4X”        | SERIOUS          | 55-155BPM   | F-c¹        |
| „Kagamine Rin/Len V4 English” | English          | 55-155BPM   | E-gis       |

## Postać
Kagamine Rin i Len to wirtualne postacie wykreowane w sposób estetyki anime. Na oficjalnej stronie przedstawieni zostali jako 14-latkowie, Rin mierząca 152 cm wzrostu i ważąca 43 kg, a Len mierzący 156 cm wzrostu i ważący 47 kg. Ich wizerunek stworzony został przez rysownika Kei Garou, który wykreował także pierwszą postać z serii – Hatsune Miku.

## Koncerty
Pierwszym koncertem na jakim wystąpili Rin i Len był Miku no Hi Kanshasai 39's Giving Day w Japonii, gdzie pojawili się na scenie jako postacie na telebimie, występując razem z Hatsune Miku i Megurine Luką.

## Występy w innych mediach
Kagamine Rin i Len, podobnie jak Hatsune Miku, są wśród bohaterów mangi Maker Hikōshiki Hatsune Mix autorstwa Kei Garou – autora projektu ich postaci. Pojawili się też w serii gier rytmicznych Hatsune Miku: Project Diva.
Pojawili się też jako postacie epizodyczne w serialach anime takich jak np. Maria Holic, czy Zoku Sayonara, Zetsubō-sensei.